# Sisyrotarsa
Sisyrotarsa é um gênero de mariposa pertencente à família Acrolepiidae.